# Teatro Universitario de la Universidad de Costa Rica

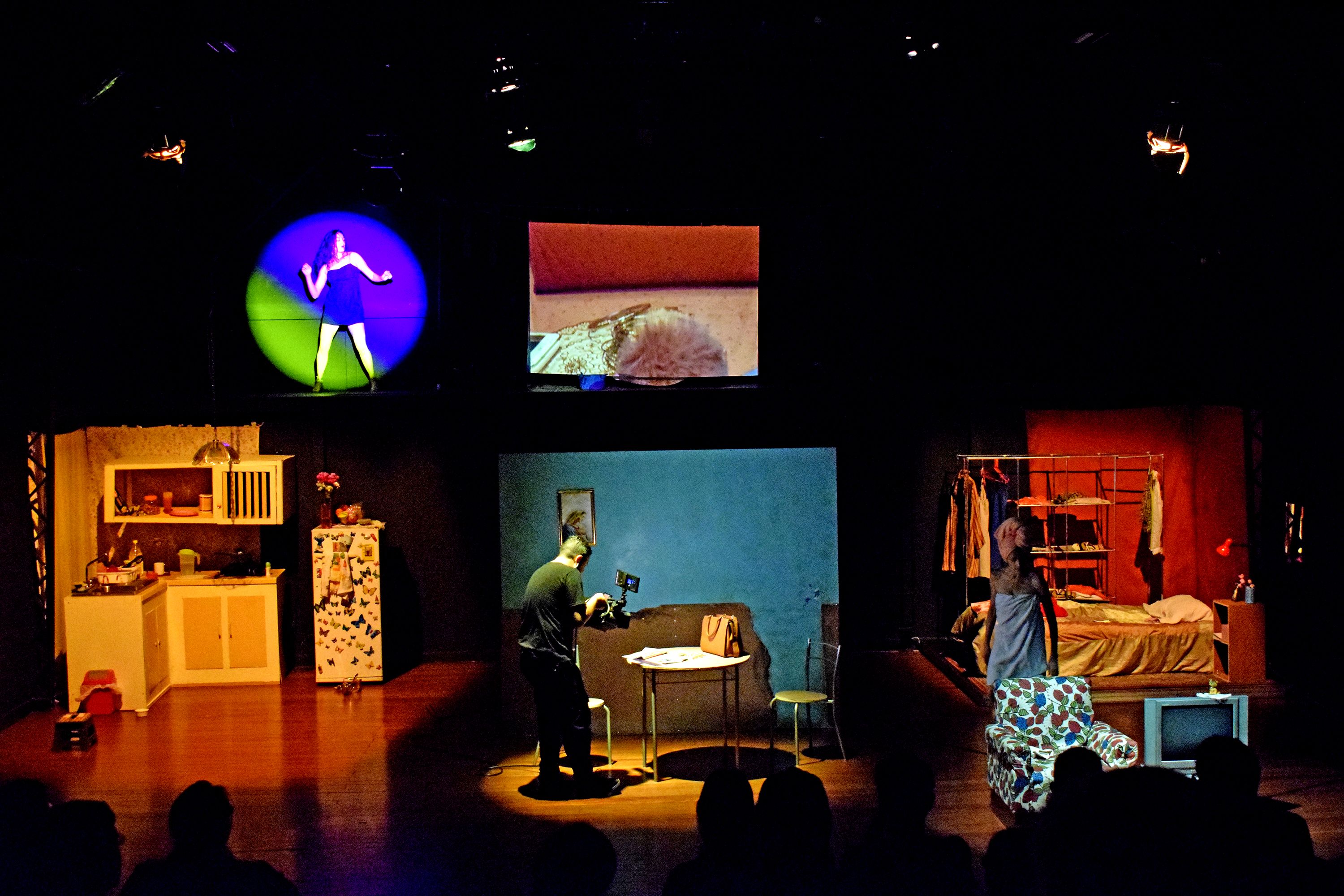
Caramelo, dramaturgia y dirección de Natalia Mariño para la Temporada del Teatro Universitario 2018, Costa Rica.

El Teatro Universitario (TU) es una agrupación teatral universitaria dependiente de la Universidad de Costa Rica creada en 1950 y que se considera la institución teatral más antigua del país.

## Historia
El Teatro Universitario surge a raíz del respaldo del Lic. Rodrigo Facio Brenes quien creyó en la validez y necesidad de integrar el teatro en el seno de la Universidad de Costa Rica, institución ligada a la creación, perpetuación y utilización del conocimiento de la cual era rector. 
Así, en 1950, se organizó el teatro universitario bajo la supervisión de los actores españoles de la Compañía Lope de Vega, Pilar Bienert y José Carlos Rivera. Poco tiempo después, Alfredo Sancho Colombari asume la dirección y, poco después ésta pasa a Lucio Ranucci quien consigue organizar un elenco relativamente estable. Tras un breve periodo de inactividad, José Tassies se hace cargo de la dirección y ya en 1963, la dirección pasa a manos del dramaturgo y director costarricense Daniel Gallegos.
Es a partir de 1970 y gracias a la creación de la Escuela de Artes Dramáticas, que el Teatro Universitario monta sus obras con elencos, en su mayoría, integrados por estudiantes de arte dramático. En 1988 se reorganiza bajo el control de la Escuela de Artes Dramáticas en donde, actualmente, se estudian los niveles de Bachillerato, Licenciatura y Maestría en Artes Escénicas.
Algunos de los docentes, actores y directores extranjeros que han trabajado en el Teatro Universitario son: Donald Wadley y William Oliver de Estados Unidos; Atahualpa del Cioppo, Júver Salcedo, Juan Jones, Lilian Olhagaray, Héctor Vidal y Mario Aguerre de Uruguay; Stoyan Vladich de Perú; André Moureau de Francia, Bélgica Castro de Chile, Juan Enrique Acuña y Alfredo Catania de Argentina, así como Mohseen Yasseen de Irak. Todos ellos aportaron su experiencia a la profesionalización del Teatro Universitario.
Debido a su larga trayectoria son muchos los directores escénicos profesionales que ha liderado proyectos para el T.U. entre los que podemos encontrar, entre otros a Daniel Gallegos, Juan Fernando Cerdas, Lenín Garrido, María Bonilla, Manuel Ruiz, David Korish, Luis Carlos Vásquez, Roxana Ávila, José Pablo Umaña, Fabián Sales, Luis Thenon, Tatiana de la Osa, Gustavo Monge, Gladys Alzate, Allan Pérez, Natalia Mariño y Kyle Boza.

## Programa

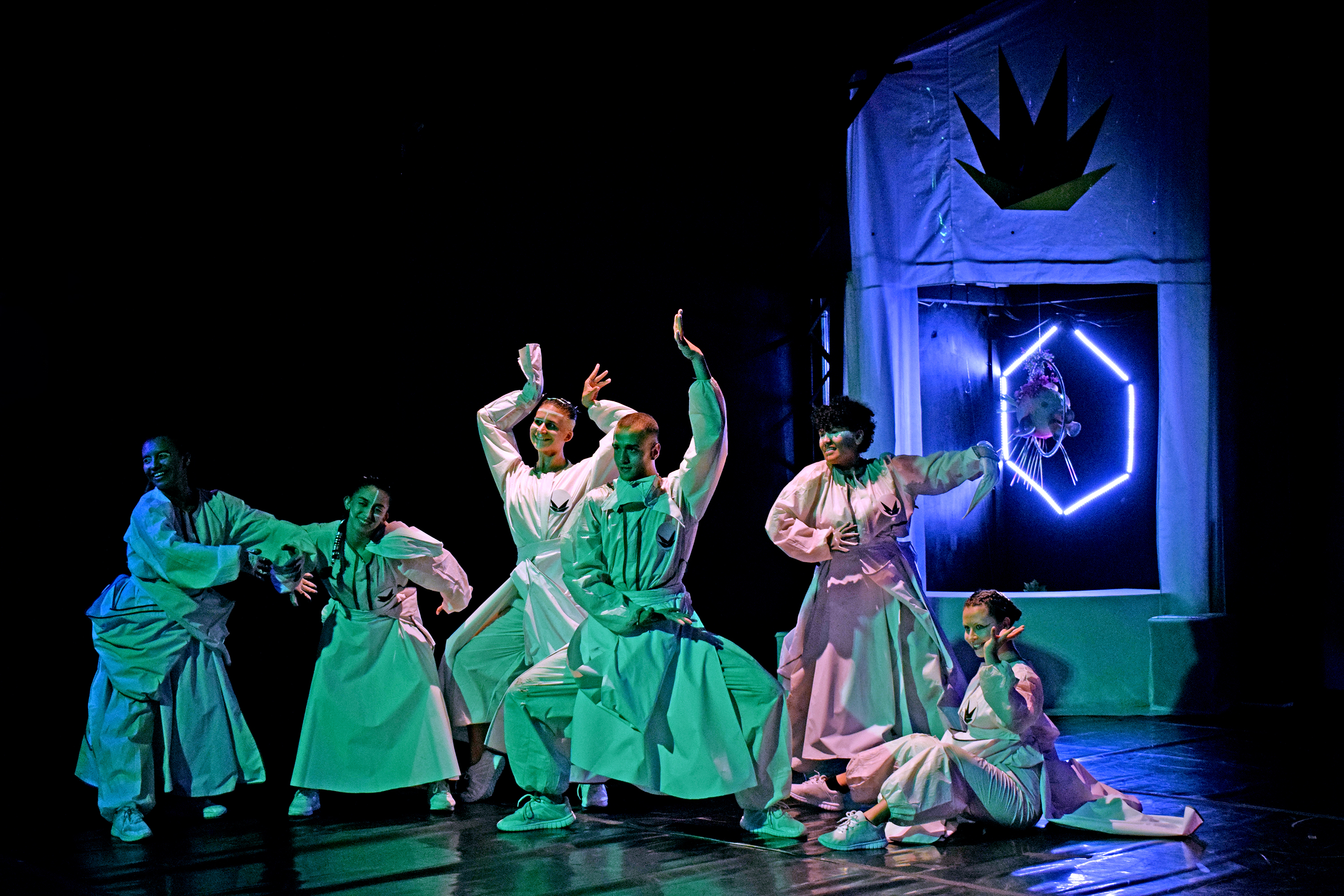
Piña, pieza basada en Gas del dramaturgo Georg Kaiser, con dramaturgia y dirección de Adrián Brais.

Desde su fundación el Teatro Universitario ha ido articulando su programa en tres pilares, el primero que es un órgano de extensión universitaria, el segundo que se concibe como teatro experimental con una activa función social y tercero se erige como un teatro profesional en contraposición a los bajos estándares del teatro comercial y del teatro aficionado o diletante. Se trata de unas convicciones y una actividad sostenida en el tiempo que ha logrado establecer un compromiso estético y social: sus producciones evidencian, critican y discuten las problemáticas nacionales de su tiempo ofreciendo también una mirada hacia el exterior.
El Teatro Universitario, siguiendo pues el espíritu de la Universidad de Costa Rica, asimila la investigación, la creación artística, la acción social y la difusión del conocimiento como ejes transversales de todas sus acciones, con el fin de generar espacios de intercambio de experiencias y conocimientos con la comunidad para el abordaje de temas y fenómenos que influyen sobre la sociedad.
Debido a esto, la institución se concibe como un agente catalizador y de cambio social a través del arte. Esto se ha materializado a lo largo de sus 70 años de actividad mediante el compromiso estético y el ingenio artístico de sus montajes, por lo que su cartelera anual brinda al público una amplia gama de lenguajes, temáticas y experiencias escénicas, creada por estudiantes, docentes y profesionales del medio teatral costarricense.  
Para la comunidad estudiantil el Teatro Universitario cuenta con varios concursos anuales de montajes. Desde 1997 este es el caso del “Teatro del Sol”: el respaldo a una producción escénica en la que el equipo está conformado totalmente por estudiantes; y, desde 2002, con el programa “Jóvenes Produciendo” que da lugar a una producción dirigida por un docente con un elenco conformado por estudiantes. Cada uno está cobijado por los mismos objetivos de acción social que las producciones profesionales con lo que se asegura que el artista joven comience a entablar una conversación crítica, desafiante y horizontal con el público. Ambas líneas permiten a jóvenes artistas acceder a una primera experiencia profesional en la dirección escénica.
El T.U. ha sido reconocida a nivel nacional e internacional con diversos premios. Ha realizado giras por todo el territorio costarricense y fuera de sus fronteras y ha participado en congresos y festivales en toda América y Europa.

## Directoras y directores del Teatro Universitario
- Sede del Teatro Universitario de la Universidad de Costa Rica en San José.Sr. Alfredo Sancho

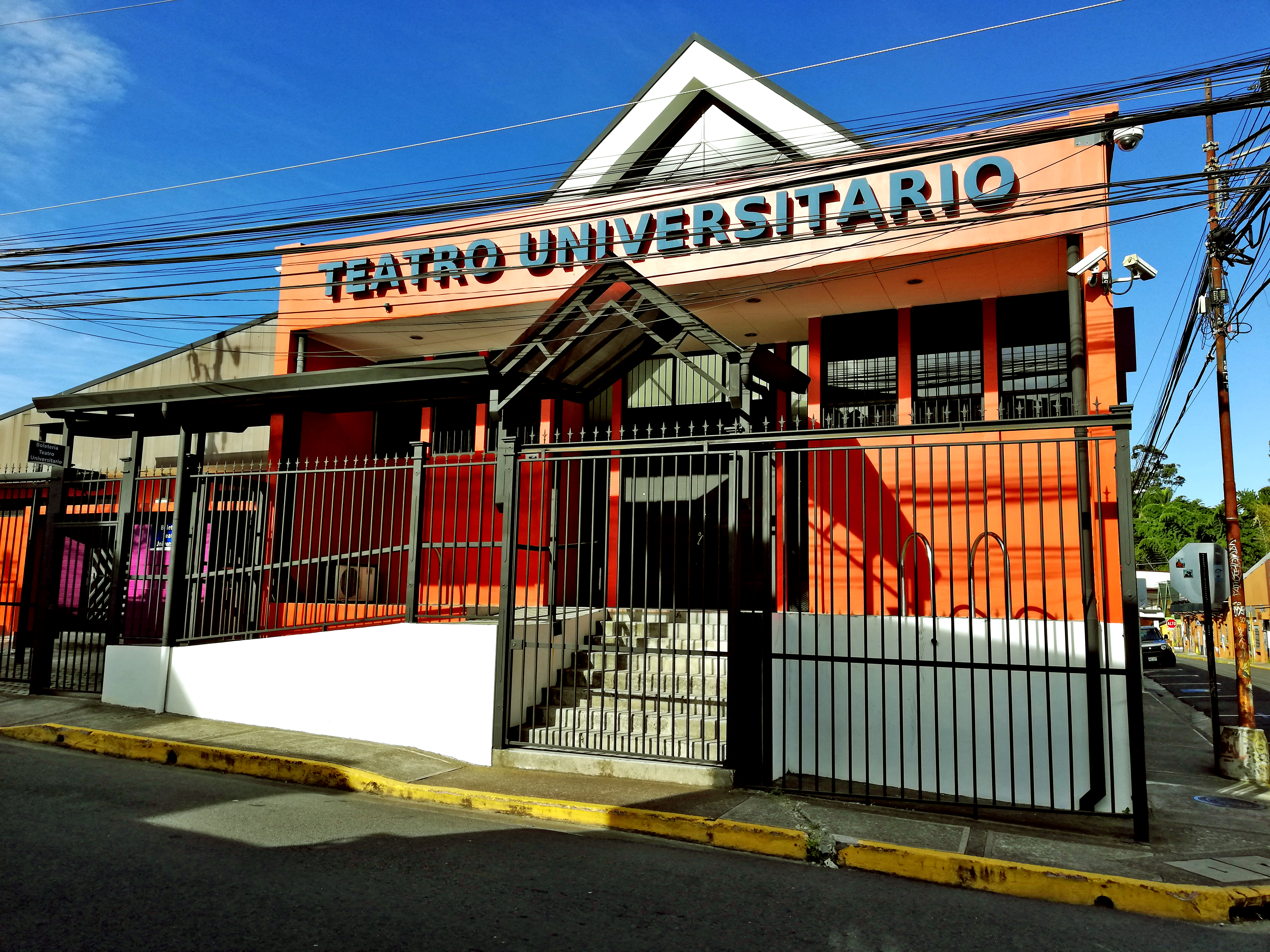
Sede del Teatro Universitario de la Universidad de Costa Rica en San José.

- Sra. Pilar Bienert y Sr. José Carlos Rivera
- Sr. Lucio Ranucci
- Lic. José Tassies
- Lic. Daniel Gallegos Troyo
- Lic. Juan Katevas Lazaratu
- Licda. Hebe Lemoine Grandoso
- Lic. Jorge Luis Acevedo
- Dr. Stoyan Vládich Vásic
- Licda. Flora Marín Guzmán
- M.A. Manuel Ruiz García
- Dra. María Bonilla Picado
- Arq. José Enrique Garnier Zamora:
- Lic. Rodrigo Fernández Vázquez
- Dra. María Bonilla Picado
- M.A Manuel Ruiz
- M.A Juan Carlos Calderón
- Dra. Erika Rojas Barrantes (actualmente)